# عدة مؤلفين
يتم استخدام عبارة عدة مؤلفين (بالإنجليزية: Various authors)‏ لوصف الأعمال الإبداعية التي تكون نتيجة عمل تعاوني. وهي عبارة تُعوّض عدم إدراج جميع مؤلفي العمل الجماعي في الاقتباس.
قد يتم اختصارها في الإنجليزية بعبارة (AA.VV.)، وهو اختصار مأخوذ من العبارة اللاتينية (Auctores Varii).